# Love Is Here
Love Is Here är den brittiska gruppen Starsailors debutalbum och släpptes under 2001. Det nådde andraplatsen på UK Albums Chart.

## Låtlista
| Nr           | Titel                 | Längd |
| ------------ | --------------------- | ----- |
| 1.           | "Tie Up My Hands"     | 5:46  |
| 2.           | "Poor Misguided Fool" | 3:52  |
| 3.           | "Alcoholic"           | 2:56  |
| 4.           | "Lullaby"             | 4:14  |
| 5.           | "Way to Fall"         | 4:30  |
| 6.           | "Fever"               | 4:04  |
| 7.           | "She Just Wept"       | 4:12  |
| 8.           | "Talk Her Down"       | 4:11  |
| 9.           | "Love Is Here"        | 4:42  |
| 10.          | "Good Souls"          | 4:53  |
| 11.          | "Coming Down"         | 14:30 |
| Total längd: | Total längd:          | 57:50 |

## Inom populärkultur
Låten "Way to Fall" spelas i eftertexterna för datorspelet Metal Gear Solid 3: Snake Eater från 2004.